# Presidente do Estado da Palestina
O Presidente do Estado da Palestina (em árabe: رئيس دولة فلسطين; romaniz.: Raʼīs Dawlat Filasṭīn) é o chefe de estado do Estado da Palestina. Yasser Arafat se tornou o primeiro presidente titular do Estado da Palestina em 1989, um ano após a Declaração de Independência da Palestina. O título era originalmente titular, em paralelo com o título de facto de Presidente da Autoridade Nacional Palestina. Ambas as funções foram ocupadas por Arafat de 1994 até sua morte em novembro de 2004, e foram continuadas por seu sucessor Mahmoud Abbas. Em Janeiro de 2005, o Conselho Central Palestino (CCP) pediu a Abbas que desempenhasse as funções de presidente do Estado da Palestina.  Em Novembro de 2008, o CCP aprovou a continuação da função de Abbas como presidente do Estado da Palestina.  Desde 2013, o título de presidente do Estado da Palestina se tornou o único título do presidente palestino.

## História

### Titular
Em 15 de novembro de 1988, a Organização para a Libertação da Palestina proclamou o Estado da Palestina (SdP). Yasser Arafat, presidente da Organização para a Libertação da Palestina, assumiu o título de "Presidente da Palestina". As Nações Unidas reconheceram a OLP como "representante do povo palestino". A OLP estabeleceu um Conselho Nacional Palestino e um governo no exílio, ambos representando o povo palestino em todo o mundo. 

### Autoridade Palestina
Os Acordos de Oslo estabeleceram a Autoridade Nacional Palestina (AP) paralela e o Conselho Legislativo Palestino, ambos representando os palestinos nos territórios palestinos. A partir de 1994, Arafat assumiu o título de Presidente da Autoridade Nacional Palestina, que foi consolidado pelas eleições presidenciais de 1996. Desde então, ambas as funções (Presidente do SoP e da AP) foram desempenhadas simultaneamente por uma única pessoa. 

### Após 2013
Em 2012, as Nações Unidas reconheceram o “Estado da Palestina” como estado observador não membro, mas isso não aboliu a função de Presidente da Autoridade Palestina, pois isso se originou dos Acordos de Oslo. 

## Eleição
Ao contrário do Presidente da Autoridade Palestina, o cargo de Presidente do Estado da Palestina não é validado por eleições democráticas, mas sim pelo Conselho Central da OLP . Em 1989, o Conselho Central da OLP elegeu Arafat como o primeiro Presidente do Estado da Palestina.  Na época, a OLP que o elegeu era liderada pelo próprio Arafat. Após a morte de Arafat em novembro de 2004, o cargo ficou vago. Em Maio de 2005, quatro meses após Abbas ter sido eleito Presidente da Autoridade Palestina, o Conselho Central da OLP pediu a Abbas que actuasse como Presidente do Estado da Palestina.  Em 23 de Novembro de 2008, o Conselho Central da OLP formalizou a função ao eleger Abbas Presidente do Estado da Palestina.  Os órgãos da OLP que nomearam Abbas em 2005 e 2008 foram e ainda são liderados pelo próprio Abbas.

## Presidentes

### Yasser Arafat
Em 15 de novembro de 1988, Yasser Arafat tornou-se o Presidente simbólico do Estado da Palestina, declarado pela Organização para a Libertação da Palestina, formalizado em 2 de abril de 1989.  Em 1994, tornou-se também Presidente da Autoridade Nacional Palestina, após a inauguração formal da AP, em 5 de Julho. 
Arafat permaneceu presidente até sua morte em 11 de novembro de 2004.

## Lista (1989–presente)
| N° | Retrato | Nome (Nascimento-Morte)        | Mandato                | Mandato                  | Mandato           | Partido | Eleição | Ref.          |
| N° | Retrato | Nome (Nascimento-Morte)        | Posse                  | Fim                      | Duração           | Partido | Eleição | Ref.          |
| -- | ------- | ------------------------------ | ---------------------- | ------------------------ | ----------------- | ------- | ------- | ------------- |
| 1  |         | Yasser Arafat (1929–2004)      | 2 de abril de 1989     | 11 de novembro de 2004 † | 15 anos, 223 dias | Fatah   | 1996    | [ 11 ] [ 12 ] |
| –  |         | Rawhi Fattouh (1948–) Interino | 11 de novembro de 2004 | 15 de janeiro de 2005    | 65 dias           | Fatah   | –       | –             |
| 2  |         | Mahmoud Abbas (1935–) [a][b]   | 15 de janeiro de 2005  | Incumbente               | 20 anos, 61 dias  | Fatah   | 2005    | [ 13 ] [ 14 ] |